# Neuwied
Neuwied è una città di 64 591 abitanti della Renania-Palatinato, in Germania.
È il capoluogo, e il centro maggiore, del circondario (Landkreis) omonimo (targa NR).
Neuwied si fregia del titolo di "Grande città di circondario" (Große kreisangehörige Stadt).

## Storia
Nelle sue vicinanze fu costruito un antico forte ausiliario dei Romani a partire dall'epoca di Domiziano e che rimase attivo fino all'abbandono del limes germano-retico nel 260 (vedi a tal proposito invasioni barbariche del III secolo).
La moderna città fu fondata dal conte Federico III di Wied nel 1653, nei pressi del villaggio di Langendorf, che fu distrutto nel corso della guerra dei trent'anni. Nelle sue vicinanze si trova uno dei più grandi castra romani trovati lungo il Reno. Nell'aprile del 1797 i francesi, al comando del generale Hoche, sconfissero gli austriaci presso Neuwied, dando così il primo rilevante successo alla Francia rivoluzionaria. A Neuwied nacque Guglielmo di Wied che nel 1914 fu per breve tempo sovrano di Albania.

## Geografia antropica

### Suddivisioni amministrative
La città si compone di dodici quartieri, ciascuno rappresentato da un Consiglio e un Presidente.
- Altwied
- Block
- Engers
- Feldkirchen
- Gladbach
- Heimbach-Weis
- Irlich
- Niederbieber
- Oberbieber
- Rodenbach
- Segendorf
- Torney

Heddesdorf è dal 1970 una parte del centro della città, non ha Consiglio né Presidente ma statisticamente viene trattato come un quartiere, ad esempio nella valutazione dello sviluppo della popolazione.